# Wohnhaus Steinstraße 43
Das Wohnhaus Steinstraße 43 im niedersächsischen Elsfleth im Landkreis Wesermarsch stammt vom späten 18. Jahrhundert und wurde 1910 umgebaut.

Aktuell (2023) wird es als Wohnhaus genutzt.
Das Gebäude steht unter Denkmalschutz (siehe auch Liste der Baudenkmale in Elsfleth).

## Beschreibung
Das zweigeschossige sechsachsige traufständige verputzte spätbarocke Gebäude mit Satteldach und mittigem Eingang wurde im späten 18. Jahrhundert auf heute baumbestandenem Grundstück gebaut. 1910 wurde das Haus umgebaut. Durch die segmentbogigen Öffnungen, geschossteilenden Gesimse, das markante Traufgesims, die Quaderung und Rustizierung der Kanten und die Fensterrahmungen wurde das Haus gegliedert und gestaltet. Die wandfeste Innenausstattung ist weitgehend erhalten.
Das Landesdenkmalamt befand: „… geschichtliche Bedeutung … als beispielhaftes spätbarockes, im frühen 20. Jh. umgebautes Wohnhaus …“